# Женіва (Алабама)
Женіва (англ. Geneva) — місто (англ. city) в США, в окрузі Женіва штату Алабама.  Окружний центр та найбільший населений пункт цього округу. Населення — 4245 осіб (2020).

## Історія
Женіва була заснована в 1830 році Генрі А. Янгом, який назвав поселення на честь міста Женіва в штаті Нью-Йорк, де народилася його дружина Мері. Ранні поселенці використовували річку Коктавочі, яка впадає в Мексиканську затоку, як засіб бізнесу і торгівлі. Приватні пароплави перевозили бавовну, скипидар, лісоматеріали, сільськогосподарські та інші товари, аж до початку 1900-х років.

## Географія
Женіва розташована за координатами 31°2′42″ пн. ш. 85°52′37″ зх. д. / 31.04500° пн. ш. 85.87694° зх. д. (31.044886, -85.876818).  За даними Бюро перепису населення США в 2010 році місто мало площу 41,59 км², з яких 41,11 км² — суходіл та 0,49 км² — водойми.

## Демографія
Згідно з переписом 2010 року, у місті мешкали 4452 особи в 1826 домогосподарствах у складі 1204 родин. Густота населення становила 107 осіб/км².  Було 2090 помешкань (50/км²).
Расовий склад населення:
| - 83,2 % — білих - 14,0 % — чорних або афроамериканців - 0,4 % — корінних американців - 0,4 % — азіатів |

До двох чи більше рас належало 1,5 %. Частка іспаномовних становила 1,8 % від усіх жителів.
За віковим діапазоном населення розподілялося таким чином: 21,4 % — особи молодші 18 років, 58,3 % — особи у віці 18—64 років, 20,3 % — особи у віці 65 років та старші. Медіана віку мешканця становила 43,6 року. На 100 осіб жіночої статі у місті припадало 90,7 чоловіків;  на 100 жінок у віці від 18 років та старших — 87,0 чоловіків також старших 18 років.
Середній дохід на одне домашнє господарство  становив 43 815 доларів США (медіана — 29 912), а середній дохід на одну сім'ю — 50 195 доларів (медіана — 39 524). Медіана доходів становила 30 957 доларів для чоловіків та 27 500 доларів для жінок. За межею бідності перебувало 30,3 % осіб, у тому числі 53,4 % дітей у віці до 18 років та 12,1 % осіб у віці 65 років та старших.
Цивільне працевлаштоване населення становило 1546 осіб. Основні галузі зайнятості: освіта, охорона здоров'я та соціальна допомога — 21,9 %, мистецтво, розваги та відпочинок — 18,0 %, виробництво — 12,0 %, науковці, спеціалісти, менеджери — 10,0 %.